# Heiner Müller
Heiner Müller (n. 9 ianuarie 1929, Eppendorf, Saxonia, Germania – d. 30 decembrie 1995, Berlin, Germania) a fost un scriitor, dramaturg, eseist, poet și regizor de teatru german. Numit „cel mai mare poet al teatrului” de după Samuel Beckett, Müller este considerat a fi unul dintre cei mai importanți dramaturgi germani ai secolului al XX-lea, după Bertolt Brecht.

## Biografie
Müller s-a născut în Eppendorf, Saxonia. S-a înscris in Partidul Social Democrat al Germaniei în 1947 și a inceput să lucreze pentru Asociația Scriitorilor Germani în 1954. A devenit unul dintre cei mai importanți dramaturgi ai RDG și a câștigat Premiul Heinrich Mann în 1959 și Premiul Kleist în 1990.
Relația sa cu statul est-german a început să se deterioreze în 1961 când piesa sa Die Umsiedlerin a fost cenzurată după doar o singură punere în scenă.

## Stage productions directed by Heiner Müller
- The Mission (Der Auftrag), Volksbühne am Rosa-Luxemburg-Platz, Berlin/GDR, 1980–1983 [premiera german; regizat împreună cu Ginka Tscholakowa][13]
- The Mission (Der Auftrag), Schauspielhaus Bochum, 1982 [regizat împreună cu Ginka Tscholakowa]
- Macbeth, Volksbühne am Rosa-Luxemburg-Platz, Berlin/GDR, 1982–1985 [adaptare după William Shakespeare's Macbeth; regizat împreună cu Ginka Tscholakowa]
- The Scab (Der Lohndrücker), Deutsches Theater, Berlin/GDR, 1988–1991 [include The Horatian (Der Horatier) și Volokolomsk Highway IV, Centaurs (Wolokolamsker Chaussee IV, Kentauren)]
- Hamlet/Machine (Hamlet/Maschine), Deutsches Theater, Berlin/GDR, 1990–1993 [traducerea lui Müller a operei lui William Shakespeare - Hamlet ]
- Mauser, Deutsches Theater, Berlin, 1991–1993
- Duell Traktor Fatzer, Berliner Ensemble, Berlin, 1993–1996
- Richard Wagner's Tristan und Isolde, Bayreuth Festspielhaus, Bayreuth 1993–1999 [dirijor Daniel Barenboim]
- Quartet (Quartett), Berliner Ensemble, Berlin, 1994–1997
- Bertolt Brecht's The Resistible Rise of Arturo Ui (Der aufhaltsame Aufstieg des Arturo Ui), Berliner Ensemble, Berlin, 1995–prezent

## Literatură
| Titlu în germană                                                   | Titlu în engleză                                                                  | Ani                | Detalii |
| ------------------------------------------------------------------ | --------------------------------------------------------------------------------- | ------------------ | --- |
| Zehn Tage, die die Welt erschütterten                              | Ten Days that Shook the World                                                     | (1957)             | [co-authored with Hagen Müller-Stahl, after John Reed's carte]                                              |
| Der Lohndrücker                                                    | The Scab                                                                          | (1958)             | [cu Inge Müller]\|                                                                                          |
| Die Korrektur                                                      | The Correction                                                                    | (1958)             | [cu Inge Müller]                                                                                            |
| Die Umsiedlerin                                                    | The Resettled Woman                                                               | (1961)             | |
| Der Bau                                                            | The Construction Site                                                             | (1965 / 1980)      | |
| Sophokles: Oedipus Tyrann                                          | Sophocles: Oedipus the King                                                       | (1967)             | [adaptare a operei lui Sophocles' tragedy]                                                                  |
| Philoktet                                                          | Philoctetes                                                                       | (1968)             | [an adaptation of Sophocles' tragedy as a Lehrstuck]                                                        |
| Lanzelot                                                           | Lancelot                                                                          | (1969)             | [a libretto with Ginka Tsholakova for opera by Paul Dessau]                                                 |
| Prometheus                                                         | Prometheus                                                                        | (1969)             | [translation of tragedy ascribed to Aeschylus]                                                              |
| Macbeth                                                            | Macbeth                                                                           | (1971)             | [adaptation of Shakespeare's play]                                                                          |
| Zement                                                             | Cement                                                                            | (1972 / 1973)      | [adaptation of Feodor Gladkov's 1925 Novel]                                                                 |
| Der Horatier                                                       | The Horatian                                                                      | (1968 / 1973)      | [a Lehrstuck based on the same Roman legend that Brecht used for his The Horatians and the Curiatians]      |
| Mauser                                                             | Mauser                                                                            | (1970 / 1975)      | [a Lehrstuck that 'answers' Brecht's The Decision]                                                          |
| Traktor                                                            | Tractor                                                                           | (1974 / 1975)      | [revision of text first written between 1955–1961]                                                          |
| Die Schlacht                                                       | The Battle: Scenes from Germany                                                   | (1974 / 1975)      | [revision of text first written in early 1950s; an 'answer' to Brecht's Fear and Misery of the Third Reich] |
| Germania Tod in Berlin                                             | Germania Death in Berlin                                                          | (1971 / 1978)      | [utilizes 'synthetic fragment' structure]                                                                   |
| Leben Gundlings Friedrich von Preußen Lessings Schlaf Traum Schrei | Gundling's Life Frederick of Prussia Lessing's Sleep Dream Scream: A Horror Story | (1976 / 1979)      | |
| Die Hamletmaschine                                                 | Hamletmachine                                                                     | (1977 / 1979)      | |
| Der Auftrag                                                        | The Mission                                                                       | (1979 / 1980)      | |
| Quartett                                                           | Quartet                                                                           | (1981 / 1982)      | [based on Laclos's Dangerous Liaisons]                                                                      |
| Verkommenes Ufer Medeamaterial Landschaft mit Argonauten           | Despoiled Shore Medea Material Landscape with Argonauts                           | (1982 / 1983)      | [utilizes 'synthetic fragment' structure in version of story of Medea]                                      |
| [in engleză]                                                       | the CIVIL warS a tree is best measured when it is down                            | (1984)             | [contribution to libretto of Robert Wilson's opera]                                                         |
| Bildbeschreibung                                                   | Explosion of a Memory / Description of a Picture                                  | (1984 / 1985)      | [dream narrative utilizing automatic writing in portions of composition]                                    |
| Anatomie Titus Fall of Rome Ein Shakespearekommentar               | Anatomy Titus Fall of Rome A Shakespeare Commentary                               | (1985)             | [adaptation of Shakespeare's Titus Andronicus]                                                              |
| [in engleză]                                                       | Description of a Picture or Explosion of a Memory                                 | (1986)             | [Prologue to Robert Wilson's Alcestis]                                                                      |
| [in engleză]                                                       | Death Destruction & Detroit II                                                    | (1987)             | [contribution to libretto of Robert Wilson's opera]                                                         |
| Wolokolamsker Chaussee                                             | Volokolomsk Highway                                                               | (1984–1987 / 1988) | [cycle of plays also known as The Road of Tanks]                                                            |
| Hamlet/Maschine                                                    | Hamlet/Machine                                                                    | (1989 / 1990)      | [combination of translation of Shakespeare's Hamlet and Müller's own Hamletmachine]                         |
| Mommsens Block                                                     | Mommsen's Block                                                                   | (1992 / 1994)      | [a "poem / performance text"]                                                                               |
| Germania 3 Gespenster am toten Mann                                | Germania 3 Ghosts at Dead Man                                                     | (1995 / 1996)      | [produs postum]                                                                                             |